# (1761) Edmondson
(1761) Edmondson – planetoida z grupy pasa głównego planetoid okrążająca Słońce w ciągu 5 lat i 231 dni w średniej odległości 3,16 au. Została odkryta 30 marca 1952 roku w Goethe Link Observatory (Indiana Asteroid Program) w Brooklynie w stanie Indiana. Nazwa planetoidy pochodzi od Franka Kelleya Edmondsona (1912-2008), amerykańskiego astronoma. Przed jej nadaniem planetoida nosiła oznaczenie tymczasowe (1761) 1952 FN.